# سكة حديد سيمرنغ

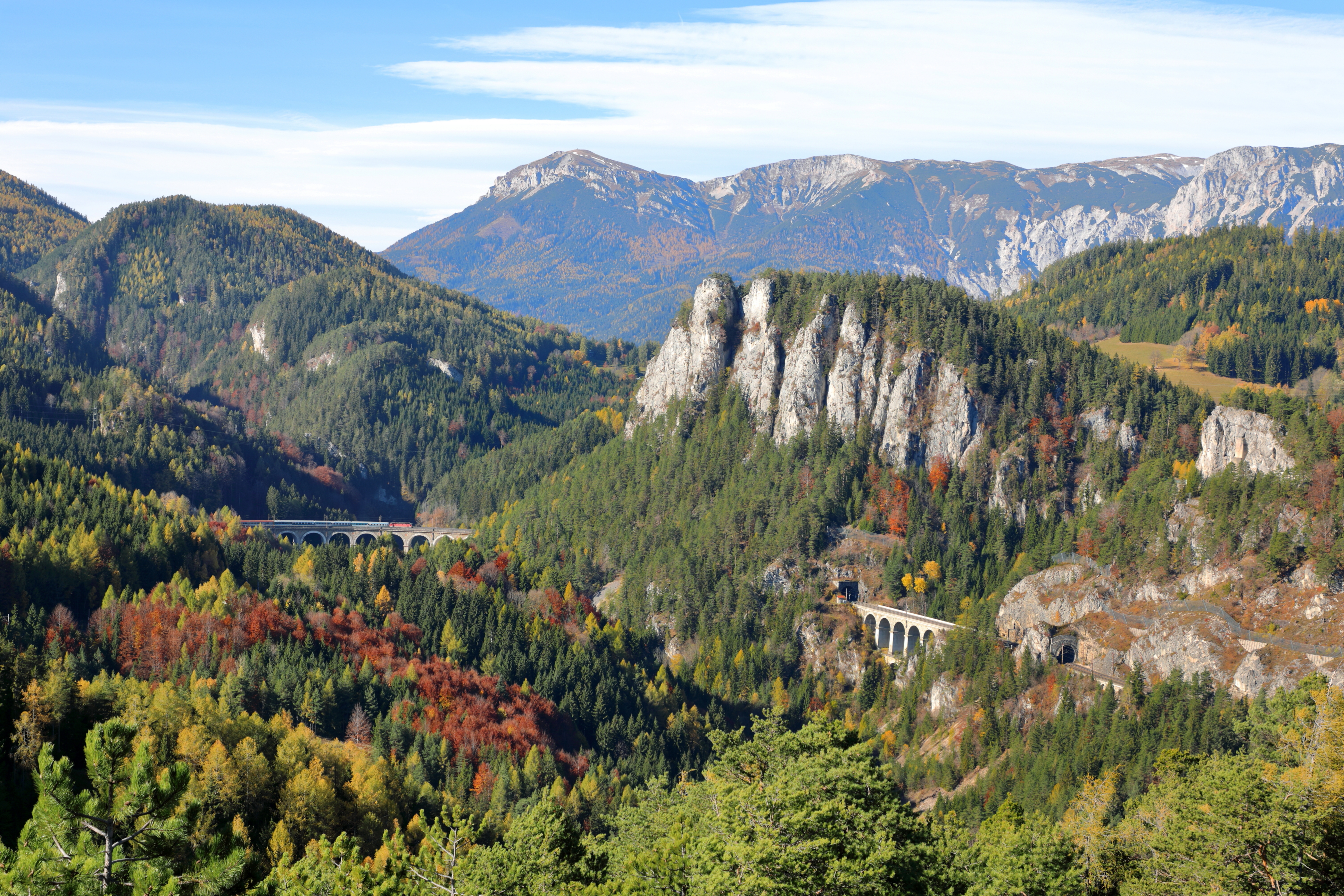
سكة حديد سيمرنغ

سكة حديد سيمرنغ (بالألمانية: Semmeringbahn) هي جزء من سكة حديد تقع في القسم الجنوبي من النمسا تصل بين قرية غلوغنيتز Gloggnitz الجبلية في النمسا السفلى عبر الممر الجبلي في سيمرنغ في جبال الألب وصولاً إلى ميورزتسوشلاغ Mürzzuschlag في شتايرمارك.
تعد سكة الحديد هذه أول سكة حديد قياسية جبلية في أوروبا، وكان النبيل النمساوي كارل فون غيغا أول من خطط لها، وبدأ العمل الإنشائي فيها في سنة 1848، إلى أن افتتحت في سنة 1854.
تصنف سكة حديد سيمرنغ منذ سنة 1998 وفق معايير اليونسكو ضمن مواقع التراث العالمي.